# Abbaye du Val-Richer
L'abbaye Notre-Dame du Val-Richer est un ancien monastère cistercien d'hommes, situé sur le territoire actuel de la commune française de Saint-Ouen-le-Pin, dans le département du Calvados, en région Normandie.

## Historique

### Abbaye cistercienne
Elle fut fondée vers 1146 par Philippe d'Harcourt, évêque de Bayeux.
Elle tombe sous le régime de la commende en 1539.
Le monastère est saccagé à deux reprises pendant les guerres de Religion.
Après la tentative de Réforme protestante — la paix religieuse ayant été imposée par l'action coordonnée du pouvoir religieux par le concile de Trente, la Contre-Réforme et le pouvoir royal : Louis XIII, avec Richelieu, et Louis XIV, jusqu'à la révocation de l'édit de Nantes —, l'abbaye du Val-Richer fut restaurée dans sa discipline et dans ses locaux par Dom Dominique Georges.
La discipline monastique fut, en effet, réformée vers 1650 dans le sens de l'étroite observance. Mais après le décès de l'initiateur de cette tentative de renouveau en 1693, l'esprit du siècle des Lumières imprégna les couches de la société et pénétra jusque dans les cloîtres où s'introduisit le relâchement.
Au XVIIe siècle, les bâtiments sont reconstruits dans le style classique comme en témoignent les parties qui ont subsisté.
Au XVIIIe siècle, les vocations religieuses se raréfiant et les abbés commendataires exigeant de plus en plus de revenus et bénéfices, l'effectif général des monastères diminua.
En 1791, lors de la Révolution française, les moines furent chassés de leur abbaye.

## Description
Vendus en 1797, le cloître ainsi que l'église abbatiale et une partie des bâtiments conventuels sont détruits en 1802 par le nouveau propriétaire, Jacques Leterrier. Trente stalles provenant de l'abbaye, datant du règne de Louis XIV, furent réemployées à l'église Saint-Jacques de Lisieux.

### Demeure des descendants de François Guizot

Blason de François Guizot, sculpté au fronton : d'azur à la divise d'argent.

En 1836, le site à l'abandon, dont il ne subsiste que le logis abbatial reconstruit au milieu du XVIIe siècle par Georges Dominique, est racheté par l'historien et homme politique François Guizot. Plusieurs fois ministre puis président du conseil, il recherchait une résidence dans sa circonscription électorale de Lisieux. Il restaure les bâtiments restants et aménage autour un parc d'agrément.
Les deux filles de François Guizot épousèrent les frères de Witt. Puis les deux filles d'Henriette Guizot et Conrad de Witt épousèrent deux frères Schlumberger. Le Val-Richer passa alors dans la famille de Marguerite de Witt et Paul Schlumberger, les parents de Jean, Conrad et Marcel, Maurice, Daniel et Pauline.

### Autres bâtiments
- Laboratoire, en brique, des frères Schlumberger.
- Bâtiment agricole, construit en pans de bois, à colombages en brins de fougère sur solin de pierre, regroupant une étable, une porcherie, une charretterie et une grange à foin.
- Fruitier, en brique et pierre.
- Grand corps de logements, en pierre et brique, pignons en pans de bois[6].

## Protection
Au titre des monuments historiques :
- le logis, avec l'ensemble de ses décors immobiliers ; les façades et toitures de l'aile en retour d'équerre vers le nord-ouest ; les façades et toitures du bâtiment principal (sud-est) de l'ancienne ferme sont inscrits par arrêté du 3 décembre 1991 ;
- les façades et les toitures de la maison de gardien et de la maison de jardinier ; le laboratoire Schlumberger en totalité ; le potager sont inscrits par arrêté du 16 juin 2008.

## Prix Guizot
Il existe deux prix Guizot. L'un, prix de l'Académie française, remis chaque année depuis 1994 dans le domaine de l'histoire. L'autre, créé en 1993 pour commémorer François Guizot, député du Calvados de 1830 à 1848, à l’initiative d'Anne d'Ornano, présidente du conseil général du Calvados, de François Furet, de l’Académie française et de l’Association François Guizot-Val Richer qui regroupe des descendants de l’homme d’État. Il est attribué tous les deux ans à l’auteur d’une grande œuvre d’histoire ou d’étude du monde contemporain accessible à un large public.

## Filiation et dépendance
Le Val-Richer était fille de l'abbaye de Clairvaux.

## Liste des abbés
Selon une liste fournie par le Gallia christiana, il y a eu 35 abbés jusqu'à sa suppression.
- Thomas (après 1155), moine de Clairvaux.
- Robert (1170).
- Ernaud (1196).
- Pierre (1220), l’église abbatiale est consacrée à la Vierge par Robert II des Ableiges, évêque de Bayeux.
- Pierre Mignot (1458-1482), il démissionne.
- Nicolas Le Roux, abbé commendataire (1540-1548). Seigneur d'Escoville, curé de Sainte-Mère-Église, il est devenu ensuite abbé d'Aumale.
- Jean-Baptiste Juvenel des Ursins (1548-1566), frère de Jean VIII Jouvenel des Ursins, évêque de Tréguier.
- Pierre Chouard (1577-1587), aumônier de Catherine de Médicis.
- Charles Coulomb. C'est sous son abbatiat que les calvinistes ruinèrent totalement l'abbaye.
- Guitard de Ratte (1590-1597), évêque de Montpellier[9].
- Nicolas Tiercelin de Rouen (1597-1608).
- Nicolas de la Place (1608-1627), seigneur de Saint-Étienne, aumônier de la reine Marie de Médicis, abbé de Notre-Dame d'Eu.
- Jean-Baptiste de la Place (1627-), neveu de Nicolas de la Place. Il introduit la réforme de l'étroite observance le 21 octobre 1645. Il meurt en 1678, moine de Cîteaux.
- Dominique Georges (1652-1693), curé de Circourt puis du Pré-en-Auge.
- François Blouet de Camilly (1693-), évêque de Toul, archevêque de Tours.
- Joseph-Gaspard-Gilbert de Chabannes-Curton, -1767, prieur et docteur de la Sorbonne, évêque d'Agen.
- Seignelay Colbert de Castlehill (1767-), évêque de Rodez, député aux états généraux.
- François Lancelot de Jaucourt, 35e et dernier abbé du Val-Richer. Chanoine, grand archidiacre et vicaire général de Bayeux.

## Pour approfondir